# Helmut Haun
Helmut Haun (* 7. April 1919 in Eger; † 2. Mai 1999) war ein deutscher Politiker (GB/BHE, GDP, CDU).

## Leben und Beruf
Haun, der nach dem Zweiten Weltkrieg als Heimatvertriebener nach Württemberg-Baden kam, war Journalist von Beruf. Später arbeitete er als Ministerialdirigent im Öffentlichen Dienst Baden-Württembergs und war dort zuletzt Staatsbeauftragter für Vertriebene, Flüchtlinge und Aussiedler. Zudem war er baden-württembergischer Landesvorsitzender des Bundes der Vertriebenen und gehörte zeitweise auch dem Bundespräsidium des BdV an.

## Politik
Haun engagierte sich zunächst im GB/BHE und wurde 1950 über die Gemeinschaftsliste der Vertriebenenpartei mit der Deutschen Gemeinschaft in den Landtag von Württemberg-Baden gewählt, dem er bis zur Bildung des neuen Bundeslandes Baden-Württemberg 1952 angehörte. Durch die Fusion des GB/BHE mit der Deutschen Partei kam er zum Fusionsprodukt Gesamtdeutsche Partei, für die er bei der Bundestagswahl 1961 erfolglos im Wahlkreis Tauberbischofsheim und auf der baden-württembergischen Landesliste antrat. Nachdem das Scheitern der GDP offenkundig geworden war, trat er zur CDU über.

## Auszeichnungen
- 1976: Großes Silbernes Ehrenzeichen für Verdienste um die Republik Österreich[1]
- 1982: Heimatmedaille des Landes Baden-Württemberg
- 1984: Großes Bundesverdienstkreuz
- 9. Mai 1987 Verdienstmedaille des Landes Baden-Württemberg